# 登龙乡 (白玉县)
登龙乡，是中华人民共和国四川省甘孜藏族自治州白玉县下辖的一个乡镇级行政单位。

## 行政区划
登龙乡下辖以下地区：
乌萨村、洞拖村、邦邦村、定各村、康通村、马各村和龚巴村。